# Amathia scoparia
Amathia scoparia is een mosdiertjessoort uit de familie van de Vesiculariidae. De wetenschappelijke naam van de soort is voor het eerst geldig gepubliceerd in 1844 door Meneghini.